# کریستین دو دوو
کریستین رنه، ویسکونت دو دوو (فرانسوی: Christian René, viscount de Duve‎؛ زاده ۲ اکتبر ۱۹۱۷ درگذشته ۴ مه ۲۰۱۳) دانشمند اهل بلژیک بود. وی کاشف پراکسی زوم و لیزوزوم بود و جایزهٔ نوبل پزشکی را در سال ۱۹۷۴ را به همراه آلبر کلود و جرج امیل پالاده دریافت کرد. وی یک خداناباور بود.